# اس‌اس گنیسن (۱۹۳۵)
اس‌اس گنیسن (۱۹۳۵) (به انگلیسی: SS Gneisenau (1935)) یک کشتی است. این کشتی در سال ۱۹۳۵ ساخته شد.